# Piruna aea
Piruna aea is een vlinder uit de familie van de dikkopjes (Hesperiidae). De wetenschappelijke naam van de soort is voor het eerst geldig gepubliceerd in 1912 door Harrison Gray Dyar.